# Hexatoma (Eriocera) chrysomela
Hexatoma (Eriocera) chrysomela is een tweevleugelige uit de familie steltmuggen (Limoniidae). De soort komt voor in het Oriëntaals gebied.